# Hubert Treiber
Hubert Paul Treiber (* 1942 in Geislingen an der Steige) ist emeritierter Professor für Verwaltungswissenschaften an der Juristischen Fakultät der Gottfried Wilhelm Leibniz Universität Hannover.

## Leben
Nach dem Abitur 1961 und einer dreijährigen Militärdienstzeit bei der Luftwaffe studierte Treiber ab 1964 Soziologie bei Heinrich Popitz, Politikwissenschaften, Neuere Geschichte und Philosophie in Freiburg. Das Studium schloss er 1969 mit einem Magister Artium ab.
Von 1970 bis 1972 absolvierte er ein verwaltungswissenschaftliches Aufbaustudium in Konstanz bei Fritz W. Scharpf (Abschluss 1972, Lic.). Unter dessen Leitung arbeitete er seit 1970 mehrere Jahre in der Bürokratieforschung (Ministerialverwaltung). 1973 promovierte Treiber bei Scharpf und Popitz, ab 1975 war er Habilitationsstipendiat der Deutschen Forschungsgemeinschaft (DFG). 1976 erhielt er einen Ruf auf den verwaltungswissenschaftlichen Lehrstuhl am Fachbereich Rechtswissenschaften der Universität Hannover (einphasige Juristenausbildung). In den Jahren ab 1977 war Treiber Mitglied der externen Begleitforschung zur Reform des Hamburger Amtsgerichts, ab 1978 Mitglied einer vom Bundesinnenministerium eingesetzten und von Fritz Sack aus Hamburg geleiteten Projektgruppe zur Untersuchung terroristischer Gewaltkriminalität. 1980 bis 1981 war er Mitglied einer Forschergruppe zur Untersuchung des „Sonderprogramms der Bundesregierung für Regionen mit besonderen Beschäftigungsproblemen“. 1981 und 1982 hielt er sich an der Law School der University of Wisconsin in Madison auf. In den 1990er Jahren arbeitete er an den von W. Hoffmann-Riem und E. Schmidt-Aßmann initiierten Projekten zur „Konfliktbewältigung durch Verhandlungen“ sowie zu „Innovation und Flexibilität des Verwaltungshandelns“ mit. 1999 bis 2001 war Treiber Mitglied einer Sprach- und Fachgrenzen überschreitenden Arbeitsgruppe zum Naturrecht (Naturgesetz und Rechtsgesetz), die von Lorraine Daston (Max-Planck-Institut für Wissenschaftsgeschichte, Berlin) und Michael Stolleis (Max-Planck-Institut für europäische Rechtsgeschichte, Frankfurt/Main) initiiert und geleitet wurde.
Der verstorbene Philosoph und Nietzsche-Forscher Wolfgang Müller-Lauter beauftragte Treiber mit der Edition und Kommentierung der Schriften des zeitweilig engen Nietzsche-Freundes Paul Rée (Supplementa Nietzscheana Bd. 7/2004, 819 S.).
2010 wurde Treiber emeritiert.

## Forschung
Auf den Gebieten der Verwaltungswissenschaften (insbesondere Implementationsforschung), der Rechtssoziologie, zur Wissenschaftsgeschichte, sowie zu Max Weber, Friedrich Nietzsche und Paul Rée.

## Auszeichnungen
- 1986/87: Jean-Monnet-Fellow am Europäischen Hochschulinstitut Florenz
- 1991: Stipendiat der Beinecke Rare Book and Manuscript Library, Yale-University
- 2002: Wissenschaftspreis „für Recht und Gesellschaft“ der juristischen Vereinigung „Recht & Gesellschaft“ im Zusammenwirken mit der Christa-Hoffmann-Riem-Stiftung.
- 2002: Von der Gerda Henkel Stiftung geförderte Buchpublikation: Gerd Grasshoff, Hubert Treiber: Naturgesetz und Naturrechtsdenken im 17. Jahrhundert. Baden-Baden: Nomos 2002.
- Herbst 2018: Vom Börsenverein des deutschen Buchhandels und der Fritz Thyssen Stiftung ausgezeichnet: Max Webers Rechtssoziologie – eine Einladung zur Lektüre, 2017.

## Schriften
Monographien
- Wie man Soldaten macht. Sozialisation in „kasernierter Vergesellschaftung“. Düsseldorf 1973
- Widerstand gegen Reformpolitik. Institutionelle Opposition im Politikfeld Strafvollzug. Düsseldorf 1974
- mit Günther Schmid: Bürokratie und Politik. Zur Struktur und Funktion der Ministerialorganisation. München 1975
- mit Heinz Steinert: Die Fabrikation des zuverlässigen Menschen. Zur „Wahlverwandtschaft“ zwischen Kloster- und Fabrikdisziplin. München 1980, 2. Aufl. Münster 2005
- in Zusammenarbeit mit Leonie Breunung: Die Vollzugsorganisation als Entscheidungsfaktor des Verwaltungshandelns. Eine empirische Untersuchung zum „Vereinfachten Genehmigungsverfahren“ nach dem BimSchG. Baden-Baden 2000
- mit Gerd Grasshoff: Naturgesetz und Naturrechtsdenken im 17. Jahrhundert (Keppler, Bernegger, Descartes, Cumberland). Baden-Baden 2002
- mit Leonie Breunung: Recht als Handlungsressource kommunaler Industrieansiedlungspolitik. Zum Gebrauch und Verzicht von Recht bei ungleicher Machtverteilung. Baden-Baden 2005
- Max Webers Rechtssoziologie – eine Einladung zur Lektüre. Wiesbaden 2017
- Reading Max Weber's Sociology of Law. Oxford 2020
- Die „rückwärtsgewandte Expertenreform“. Eine verwaltungswissenschaftliche Studie zur Großen Strafrechtsreform der 1950er Jahre. Halle 2021, 169 Seiten

Herausgeberschaft
- mit Eckart Otto und Stefan Breuer Herausgabe der Kultur- und Sozialwissenschaftlichen Studien (Harrassowitz Verlag)
- mit Stefan Breuer: Entstehung und Strukturwandel des Staates. Opladen 1982
- mit Stefan Breuer: Zur Rechtssoziologie Max Webers. Opladen 1984
- Per Leggere Max Webers: Nelle Prospettive della Sociologia Tedesca Contemporanea. Padova 1993
- mit Karol Sauerland: Heidelberg im Schnittpunkt intellektueller Kreise. Zur Topographie der „geistigen Geselligkeit“ eines „Weltdorfes“: 1850–1950. Opladen 1995
- Paul Rée, Gesammelte Werke 1875–1885, mit Einleitung und Kommentar, Berlin/New York 2004 (= Supplementa Nietzscheana, Band 7).